# Leopoldo Laroya
Leopoldo « Leo » Velarde Laroya, né le 11 février 1966, est un amiral philippin qui a été le 28e commandant de la Garde côtière philippine. Avant d’être promu commandant de la Garde côtière, il a également occupé le poste de commandant adjoint des opérations et a dirigé trois commandements : le Commandement des services de sécurité maritime, le Commandement de l’éducation, de la formation et de la doctrine de la Garde côtière et le Commandement de la sécurité maritime et de l’application de la loi.

## Jeunesse et éducation
Leopoldo Laroya est né à Quezon City le 11 février 1966. Il est le deuxième enfant d’une fratrie de trois garçons. Leopoldo Laroya est issu d’une famille de militaires. Son grand-père et son père sont tous deux diplômés de l’Académie militaire philippine (PMA). Le grand-père de Laroya, le brigadier général Nicanor Velarde Sr., a obtenu son diplôme de la PMA en 1929 et a servi dans l’armée des États-Unis, avant d’être transféré dans l’armée philippine. Il a servi pendant la Seconde Guerre mondiale. Son père, le brigadier général Protacio Laroya, a obtenu son diplôme en 1956 et a servi dans la police philippine. Sa mère, Elenita Laroya, travaillait à la Banque des anciens combattants des Philippines et au système de prestations de retraite et de reconversion de l’AFP. Laroya a étudié au Colegio San Agustin de Makati, à l’Institut technique Don Bosco de Makati. Il a étudié à Comfrey (Minnesota), où il a terminé ses études secondaires. Il est devenu étudiant en ingénierie à l’Université des Philippines Diliman avant d’entrer à la PMA en 1983, et il a obtenu son diplôme en tant que membre de la classe PMA « Maringal » de 1988. Laroya a obtenu son diplôme avec mention car il était à la 12e place parmi ses camarades de classe, et a reçu le prix des sciences de l’ingénieur.
Laroya a terminé ses études de troisième cycle à l’Université maritime mondiale de Malmö, en Suède, où il a obtenu sa maîtrise en sécurité en mer et protection de l'environnement (MSEP) et a également suivi divers cours localement et à l’étranger, tels que le cours d’aspirant officier de marine.

## Carrière
Laroya a servi à bord de navires de la marine philippine et de la Garde côtière en tant qu’officier à bord du BRP Badjao (AE-59), du BRP Catanduanes (PG-62) et du BRP Tirad Pass (AU-100), jusqu’à ce qu’il devienne le capitaine de trois navires, le BRP Nueva Vizcaya (SARV-3502) et le BRP Batangas (SARV-004) ainsi que le BFAR MCS 3010, ce qui lui a valu son insigne de commandement en mer. Laroya a servi 4 ans au ministère des Transports, où il a été nommé assistant exécutif du secrétaire aux Transports de l’époque, Amado S. Lagdameo. Il a également été désigné comme assistant exécutif principal du secrétaire aux Transports de l’époque, Arturo Enrile. En 1998, il a occupé le poste de chef de cabinet du sous-secrétaire du DOTC de l’époque, Arturo Valdez, en tant que chef du bureau de liaison de la Garde côtière, sous la direction du secrétaire du bureau des communications présidentielles de l’époque, Herminio Coloma Jr. Laroya a été affecté à d’autres commandements et postes d’état-major, tels que chef d’état-major adjoint pour la sécurité maritime, jusqu’à ce qu’il serve dans la Force de renseignement de la Garde côtière, dont il a assuré le commandement pendant cinq ans, puis qu’il soit nommé commandant de la Force de renseignement de la Garde côtière pendant deux ans. Il a également servi en tant que commandant adjoint et commandant par intérim du Commandement de la protection de l’environnement marin. Laroya est également devenu le commandant de la station de la Garde côtière de Bacolod et de la station de la Garde côtière de Manille. Il a été commandant de district dans cinq districts de la Garde côtière : le district de Bicol, le district de la RCN - Luçon centrale, le district du sud-ouest de Mindanao, le district du nord-ouest de Luçon et le district des Visayas occidentales, où il a été promu au grade de commodore en 2012,.
Laroya a été nommé chef d’état-major du quartier général de la PCG, avant d’être commandant du Commandement de la sécurité maritime et de l’application de la loi, et du Commandement de l’éducation, de la formation et de la doctrine de la Garde côtière. Il a été promu contre-amiral en 2018, avant d’être nommé commandant du Commandement des services de sécurité maritime. Laroya a été promu vice-amiral en 2019, année où il a été nommé commandant adjoint des opérations, avant d’être nommé commandant de la Garde côtière philippine. Il a été promu au grade d’amiral en novembre 2021. Laroya a pris sa retraite le 10 février 2021 et a été remplacé par le vice-amiral Eduardo D. Fabricante en tant que commandant de la Garde côtière. 18 jours plus tard, le vice-amiral Fabricante est finalement remplacé par l’amiral Artemio Abu.